# Luigi Nicolais
Luigi Nicolais (Sant'Anastasia, 9 febbraio 1942) è un ingegnere chimico e politico italiano, presidente del Consiglio Nazionale delle Ricerche dal 18 febbraio 2012 al 18 febbraio 2016.
È stato ministro per le riforme e le innovazioni nella pubblica amministrazione nel governo Prodi II, nonché assessore della giunta regionale della Campania di Antonio Bassolino dal 2000 al 2005 e deputato alla Camera dal 2008 al 2012.

## Biografia
Ingegnere chimico, si è laureato presso la facoltà di Ingegneria dell'Università degli Studi di Napoli Federico II. Professore ordinario di "Tecnologie dei Polimeri" alla stessa Università di Napoli "Federico II" in cui si è laureato, nonché autore di oltre 350 pubblicazioni scientifiche, è stato Direttore dell'Istituto per la Tecnologia dei materiali compositi del Consiglio Nazionale delle Ricerche (CNR).
È un componente del Gruppo 2003, consesso di ricercatori italiani che, lavorando in Italia, sono inseriti nella classifica, compilata dall'ISI (Institute for Scientific Information) di Filadelfia, che raccoglie gli scienziati più citati nel mondo. È stato professore anche presso l'University of Washington e all'University of Connecticut di Storrs.
Dal 2004 è presidente e fondatore dell'IMAST (distretto tecnologico sull'ingegneria dei materiali polimerici e strutture), mentre tra il maggio e l'agosto del 2005 diviene presidente della "Città della Scienza" e dell'ARTI (agenzia regionale per la tecnologia e l'innovazione della Puglia).
È stato il presidente della Reale tenuta di Carditello ed è attualmente del Campania Digital Innovation Hub.
Nel maggio 2025 ottiene la cittadinanza benemerita dal sindaco di Ercolano.

### Attività politica
Dal 2000 al 2005 è stato assessore con deleghe all'Università, ricerca scientifica e innovazione tecnologica alla regione Campania. 
Il 17 maggio 2006 è entrato a far parte del secondo governo Prodi come ministro per le riforme e le innovazioni nella pubblica amministrazione, succedendo, rispettivamente, a Mario Baccini e a Lucio Stanca; rimane in carica fino all'8 maggio 2008.
Candidatosi alle elezioni politiche del 2008, nella circoscrizione Campania 1 tra le liste del Partito Democratico, viene eletto Camera dei Deputati. Nel corso della XVI Legislatura è stato membro e Vicepresidente della 7ª Commissione Cultura, Scienza e Istruzione della Camera.
Esponente del PD, considerato in principio vicino alle posizioni dei "bassoliniani". Nel corso del tempo ha preferito assumere una posizione decisamente più distante da Bassolino.
Segretario provinciale del PD a Napoli, Nicolais si dimette da questa carica il 5 gennaio del 2009 perché non soddisfatto del rimpasto della giunta comunale operato dal sindaco di Napoli Rosa Russo Iervolino.
Viene candidato in rappresentanza di una coalizione di centro-sinistra alla presidenza della provincia di Napoli, ma alle elezioni amministrative del 2009 viene battuto da Luigi Cesaro, candidato del centro-destra.
Nel 2012 viene nominato presidente del Consiglio Nazionale delle Ricerche (CNR), sostituendo il neo-ministro dell'Istruzione, Università e Ricerca del governo Monti Francesco Profumo, il quale era stato nominato presidente del CNR pochi mesi prima dal ministro PdL, predecessore di Profumo Maria Stella Gelmini. Il 23 febbraio 2012 la Camera accetta le sue dimissioni da parlamentare con 371 sì e 87 no. A lui succede a Montecitorio il repubblicano Giuseppe Ossorio.